# Władysław Kubicki
Władysław Kubicki (ur. 2 maja 1869 w Kożuchówku, zm. 26 lutego 1937 w Świerczynie) – polski ksiądz, historyk, kolekcjoner i tłumacz.

## Życiorys
Ukończył gimnazjum w Częstochowie. W latach 1886–1891 kształcił się w seminarium duchownym we Włocławku. Po przyjęciu święceń kapłańskich (8 listopada 1891 we Włocławku z rąk biskupa Aleksandra Bereśniewicza) posługiwał początkowo jako wikariusz w Szadku, następnie od 1892 do 1895 roku w parafii w Chodczu. W latach 1895–1899 odbył uzupełniające studia w seminarium duchownym w Petersburgu, które ukończył z tytułem magistra teologii. Następnie do 1907 roku wykładał historię i literaturę polską w seminarium włocławskim. Jako pasjonat uporządkował, zinwentaryzował i poszerzył zbiory historyczno-przyrodnicze miejscowego muzeum, które stały się później podstawą utworzenia muzeum diecezjalnego. Po powrocie z Petersburga był krótko proboszczem w Lubominie, następnie w latach 1900–1918 był proboszczem w Lubaniu, od 1919 roku pełnił natomiast funkcję proboszcza w Świerczynie. Pełnił także urząd dziekana w dekanacie Piotrków Kujawski. Zgromadził prywatną kolekcję zabytków archeologicznych i regionalnych głównie z regionu Kujaw, po jego śmierci przekazanych do skarbca na Jasnej Górze. Został pochowany początkowo w Świerczynie, w kwietniu 1938 roku szczątki przeniesiono na cmentarz w Lubaniu.
Współpracował z „Kroniką Diecezji Kujawsko-Kaliskiej”, Wielką encyklopedią powszechną ilustrowaną oraz Podręczną encyklopedią kościelną. W 1922 roku przebywał w Rzymie. Zajmował się twórczością św. Augustyna, przełożył na język polski jego Państwo Boże (3 tomy 1930–1937, w ramach serii Pisma Ojców Kościoła t. 11–13). Inne tłumaczenia pozostały w rękopisach, ich los jest nieznany. W 1930 roku wziął udział w Kongresie Eucharystycznym w Kartaginie, zorganizowanym z okazji 1500. rocznicy śmierci Augustyna.